# Шевцов, Фёдор Илларионович
Шевцов Федор Илларионович (родился 14 апреля 1920) — майор, участник Великой Отечественной войны, защитник Ленинграда.

## Биография
Шевцов Федор Илларионович родился 14 апреля 1920 года в селе Снагость Курской области. В 1940 оду был призван на службу. В 1941 году в Грозном Шевцов закончил обучение в Чугуевском летном училище, позже курсы командующих летным звеном. С 1942 года служил в 14-м запасном авиационном полку Московского военного округа. В период с 1942 по 1945 год занимал должность командующего звеном авиационного отряда управления 2-го истребительного авиационного Ленинградского корпуса. За время службы Шевцов совершил 357 вылетов, из них 25 боевых. На счету Шевцова 9 сбитых немецких самолетов. В 1943 году он принимал участие в прорыве блокады Ленинграда.
21 апреля 1956 года был уволен в запас.

## Награды
- Медаль «За оборону Ленинграда»[3], 22.12.1942
- Орден Отечественной войны II степени, 23.05.1944
- Медаль «За победу над Германией в Великой Отечественной войне 1941—1945 гг.», 09.05.1945
- Медаль «За боевые заслуги», 03.11.1953